# Hípica als Jocs Olímpics d'estiu de 1920 - Doma individual
La doma individual va ser una de les set proves d'hípica que es van disputar als Jocs Olímpics d'Estiu de 1920, a Anvers. Aquesta va ser la segona vegada que es disputava aquesta prova. La competició es va disputar entre el 7 i el 9 de setembre de 1920, amb la participació de 17 gents procedents de 5 nacions diferents.

## Medallistes
| Or                   | Plata                  | Bronze               |
| Janne Lundblad (SWE) | Bertil Sandström (SWE) | Hans von Rosen (SWE) |

## Classificació final
| Pos.   | Binomi                   | Binomi         | Nació        | Mitjana de punts | Punts dels jutges | Punts dels jutges | Punts dels jutges | Punts dels jutges |
| Pos.   | Genet                    | Cavall         | Nació        | Mitjana de punts | 1                 | 2                 | 3                 | 4                 |
| ------ | ------------------------ | -------------- | ------------ | ---------------- | ----------------- | ----------------- | ----------------- | ----------------- |
| Or     | Janne Lundblad           | Uno            | Suècia       | 27,9375          | 28,25             | 27,25             | 28,00             | 28,25             |
| Plata  | Bertil Sandström         | Sabel          | Suècia       | 26,3125          | 26,25             | 26,25             | 25,75             | 27,00             |
| Bronze | Hans von Rosen           | Running Sister | Suècia       | 25,1250          | 24,00             | 24,00             | 25,25             | 27,25             |
| 4      | Wilhelm von Essen        | Nomeg          | Suècia       | 24,8750          | 25,75             | 22,25             | 24,25             | 27,25             |
| 5      | Roland Hédoin de Maille  | Chéri Biribi   | França       | 23,9375          | 25,50             | 23,25             | 23,00             | 24,00             |
| 6      | Michel Artola            | Plumard        | França       | 23,4375          | 26,25             | 26,75             | 20,50             | 20,25             |
| 7      | Gaston de Trannoy        | Bouton d'Or    | Bèlgica      | 23,1250          | 25,50             | 21,50             | 21,75             | 23,75             |
| 8      | Jens Falkenberg          | Hjørdis        | Noruega      | 22,3750          | 20,00             | 25,25             | 20,75             | 23,50             |
| 9      | Jean Esnault-Peltière    | Saint James    | França       | 21,8125          | 24,25             | 21,25             | 21,75             | 20,00             |
| 10     | Antoine Boudet           | Ambleville     | França       | 20,5000          | 24,00             | 24,00             | 15,75             | 18,25             |
| 11     | Emmanuel de Blommaert    | Grizzly        | Bèlgica      | 20,4375          | 22,75             | 21,50             | 20,50             | 17,00             |
| 12     | Henri Mehu               | Callipyge      | França       | 20,1250          | 23,00             | 19,25             | 16,25             | 22,00             |
| 13     | Marcel Blanchard         | Lenotre        | França       | 20,0000          | 24,75             | 24,50             | 12,50             | 18,25             |
| 14     | Sloan Doak               | Chiswell       | Estats Units | 19,3125          | 22,25             | 25,25             | 12,25             | 17,50             |
| 14     | Harry Chamberlin         | Harebell       | Estats Units | 19,3125          | 22,25             | 23,75             | 14,75             | 16,50             |
| 14     | John Burke Barry         | Singlen        | Estats Units | 19,3125          | 21,00             | 25,00             | 16,75             | 14,50             |
| -      | Gustaf Adolf Boltenstern | Iron           | Suècia       | 26,1875 DQ       | 25,50             | 25,00             | 27,00             | 27,25             |